# La calda amante
La calda amante (La Peau douce) è un film del 1964 diretto da François Truffaut.
La pellicola venne presentata in concorso al 17º Festival di Cannes.

## Trama
Pierre Lachenay, direttore della rivista letteraria Ratures e rinomato studioso dell'opera di Honoré de Balzac, vive a Parigi con la moglie Franca, di origine italiana, e la piccola Sabine. Recatosi a Lisbona per tenere una conferenza su Balzac, Pierre conosce Nicole, una giovanissima hostess, e trascorre la notte con lei. Tornato a casa, i rapporti con la moglie, che sospetta qualcosa, si fanno sempre più tesi, tanto che Pierre contatta Nicole e inizia una relazione clandestina.
Lei sempre in volo e alloggiata a Parigi in una camera dove non può ricevere visite, lui legato ancora alla famiglia, i due amanti non sanno dove incontrarsi, finché Pierre decide di portare Nicole a Reims, dove deve recarsi per presentare un film di Marc Allégret su André Gide. Ma le cose non vanno come previsto: a Reims Pierre è costretto a intrattenersi con i suoi colleghi e gli ammiratori dei circoli culturali che ospitano lui e la manifestazione, alla quale non può farsi vedere in compagnia dell'amante. Alla fine pianta tutti in asso e fugge con Nicole in un albergo di campagna. Ma la ragazza, sfinita per la stanchezza e per l'umiliazione, si addormenta mentre è già giorno. Al ritorno a Parigi, la relazione tra Pierre e Franca si rompe definitivamente. In segreto Pierre ha nel frattempo deciso di acquistare un appartamento, in cui andare a vivere con Nicole. Ma la relazione si sta spegnendo e la ragazza gli risponde di aver deciso di chiudere il rapporto.
Il cerchio si stringe: Pierre, consigliato da una coppia di amici, tenta di riallacciare il rapporto con la moglie. Decide di telefonarle dal bar in cui si reca sempre, a leggere il giornale in un angolo. Il telefono pubblico però è occupato e - mentre l'uomo attende che questo si liberi - Franca, che ha trovato per caso le foto scattate a Reims, ha già disceso le scale ed è salita in macchina con il fucile da caccia di Pierre nascosto sotto l'impermeabile. Sa bene dove trovarlo. Pierre fuma l'ultima sigaretta, dopo essersi messo a leggere il giornale in un angolo del bar. Franca entra, lo guarda, gli getta addosso le fotografie, prende il fucile e spara. Mentre suona la sirena della polizia, un sorriso di sollievo illumina il viso di Franca.

## Produzione

### Riprese
Girata a Parigi, Orly, Lisbona e Reims dal 21 ottobre al 30 dicembre 1963.

## Distribuzione
La Peau douce fu proiettata in pubblico la prima volta il 20 maggio 1964, al Festival di Cannes.
La versione distribuita in Italia, oltre a presentare un titolo dal carattere pruriginoso che non ha nulla a che vedere con quello originale (la cui traduzione letterale sarebbe La pelle morbida), è ridotta a 97 minuti, dai 116 originali. La versione proiettata nelle sale italiane fu distribuita anche in televisione e videocassetta. Solo di recente l'uscita dell'edizione in DVD ha offerto l'opportunità al pubblico italiano di vedere il film in versione integrale.

## Accoglienza
A Cannes fu un autentico fiasco, il peggiore della carriera cinematografica di Truffaut: il film fu accolto da una salva di fischi. Pubblico e critica, che si aspettavano un secondo Jules e Jim, ossia una storia di spiriti giovani e anarchici girata da un regista altrettanto giovane, rimasero sconcertati di fronte a questo soffocante dramma borghese, basato sul canonico triangolo marito-moglie-amante del marito.
Truffaut dichiarò di aver imbastito La Peau douce per opporsi al film precedente, il cui successo in qualche misura lo imbarazzava: «Ho voluto fare La Peau douce proprio per dimostrare che l'amore è qualcosa di molto meno euforico ed esaltante. L'ho fatto quindi in risposta a Jules e Jim: ci sono le menzogne, il lato sordido, la doppia vita. È un film da incubo».
Più che il clima da incubo cui accenna il regista, ciò che non piacque fu la freddezza con cui la vicenda è raccontata. Ancora una volta si trattava tuttavia di una scelta consapevole: la storia doveva essere narrata senza partecipazione, in forma oggettiva. Il carattere arido del film, di autopsia della psiche del protagonista (il più rassegnato e spento tra i protagonisti maschili del cinema di Truffaut) si riverbera nell'attenzione del regista per gli oggetti inanimati: dall'anello dei titoli di testa, al semaforo che non scatta, ad ogni genere di pulsanti, tastiere e chiavi, alle scarpe in fila, paio dopo paio, davanti alle porte dell'hotel, ai pacchetti di sigarette, e soprattutto agli interruttori della luce. L'intero film vive di tempi morti e oggetti inanimati. Un feticismo malinconico che culmina nella scena in cui il protagonista inizia a spogliare l'amante mentre questa si addormenta (o finge di dormire) nella camera d'albergo: una situazione che Truffaut riproporrà in La mia droga si chiama Julie, con Catherine Deneuve a ripetere la scena già interpretata dalla sorella Françoise Dorléac.
Il tempo ha reso giustizia a questo film, tra i più intensi del cinema di Truffaut, che accanto all'attore della Comédie-Française Jean Desailly vede come protagonista femminile la giovane Françoise Dorléac, sorella di Catherine Deneuve, che all'epoca aveva una relazione col regista e che morì nel 1967 in un incidente automobilistico. La critica tende infatti a considerare La Peau douce come uno dei lavori più personali e radicali di Truffaut.

## Riconoscimenti
- Premio Bodil 1964 per il Miglior film europeo